# Гідріди
Родина Гідріди — одна з родин гідроїдних, ряду антомедуз. Медузоїдна стадія відсутня в життєвому циклі всіх видів; поліп одиночний, з пустотілими ниткоподібними щупальцями, щупальця зібрані в один пучок. Нижня частина поліпу формує аборальний диск з липкою поверхнею, за допомогою якого тварина прикріплюється до субстрату. Перісарк відсутній, за винятком жорсткої оболонки навколо перечікуючого яйця. Гонофори ніколи не формуються, яйця та сперма розвиваються безпосередньо в епідермісі поліпу. Характерне безстатеве розмноження шляхом брунькування.